# Antonio Munguía
Antonio Munguía Flores (27 de juny de 1942) és un exfutbolista mexicà.

## Selecció de Mèxic
Va formar part de l'equip mexicà a la Copa del Món de 1970.